# ZB-53
A ZB-53 era uma metralhadora média tchecoslovaca. Uma arma versátil, foi usada tanto como arma de apoio de esquadrão, como metralhadora montada para tanques e outros veículos blindados, e em posições fixas dentro das fortificações da fronteira da Checoslováquia. Adotada antes da Segunda Guerra Mundial pelos exércitos da Tchecoslováquia (como TK vz. 37) e da Romênia, também foi produzida sob licença no Reino Unido como Besa. Após a invasão alemã da Checoslováquia, grandes quantidades da arma foram capturadas pela Wehrmacht e utilizadas durante a guerra sob a designação de MG 37(t).

## História
A ZB-53 foi projetada como um empreendimento privado por Václav Holek e Miroslav Rolčík da Zbrojovka Brno e funciona como uma substituta para a metralhadora Schwarzlose de origem na Primeira Guerra Mundial. A Tchecoslováquia comprou 500 para testes, dando-lhes a designação Vz.35 ("Modelo 1935"). Com base nestes testes foram solicitadas algumas melhorias e a ZB-53 melhorada foi adotada pelo Exército da Tchecoslováquia com a designação TK vz. 37 ("Metralhadora Pesada Modelo 1937"). Foi introduzida como a metralhadora padrão dos tanques LT-35 e LT-38 da Tchecoslováquia. A Tchecoslováquia exportou a arma para a Romênia, Iugoslávia (1.000 unidades em março-abril de 1940), Argentina, Afeganistão, Irã e China (um grande número foi usado durante a Segunda Guerra Sino-Japonesa), enquanto o Reino Unido comprou uma licença e começou a produzir a sua versão própria, conhecida como Besa (mais de 60.000 peças fabricadas). Durante a ocupação alemã da fábrica, grandes quantidades foram produzidas para a Waffen-SS até 1942.
A tchecoslovaca Zbrojovka Brno e depois Zbrojovka Vsetín produziram a arma em grandes quantidades até a década de 1950.
A arma era uma metralhadora operada a gás, alimentada por fita e refrigerada a ar, que servia tanto para apoio à infantaria quanto para veículos. A metralhadora foi entregue em três variantes: metralhadora de infantaria (em tripé pesado), metralhadora pesada de bunker (com cano mais pesado, marcada com "O") e para veículos blindados (marcada com "ÚV"). Foi projetada para resistir a cinco minutos de fogo constante, após os quais o cano teve que ser trocado devido ao desgaste. Embora moderna, a arma estava sujeita a travar devido a um complicado mecanismo de seleção de cadência de tiro.

## Operadores
- Afeganistão[4]
- Argentina

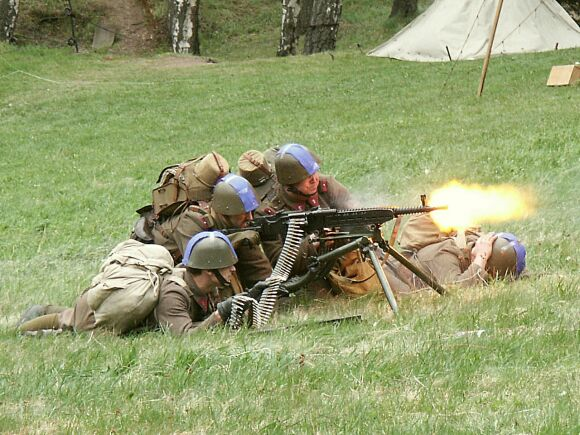
Encenação histórica de soldados tchecoslovacos com ZB vz. 37

- Bangladesh: Usada pelas forças Mukti Bahini durante a Guerra de Independência de Bangladesh[5]
- Biafra: Pelo menos 20 foram vendidas para Biafra em 1967.[6]
- Chile
- República da China (1912–1949)[7]
- Tchecoslováquia[7]
- Cuba[8][9]
- Chipre
- Irão[7]
- Israel[10]
- Namíbia: Usada pelo Exército Popular de Libertação da Namíbia[11]
- Alemanha Nazista
- Panamá: Usada pelas extintas Forças de Defesa do Panamá, principalmente montada em jipes.[12]
- Peru: Instalada como metralhadora coaxial em tanques leves 38/39M (Praga LTP) em serviço peruano
- Roménia:[7] 5.500 adquiridas em meados de 1943[13]
- Espanha Franquista[14]
- Reino Unido: Metralhadora Besa[7]
- Venezuela
- Iugoslávia[7]